# Liste des phares de l'Ohio

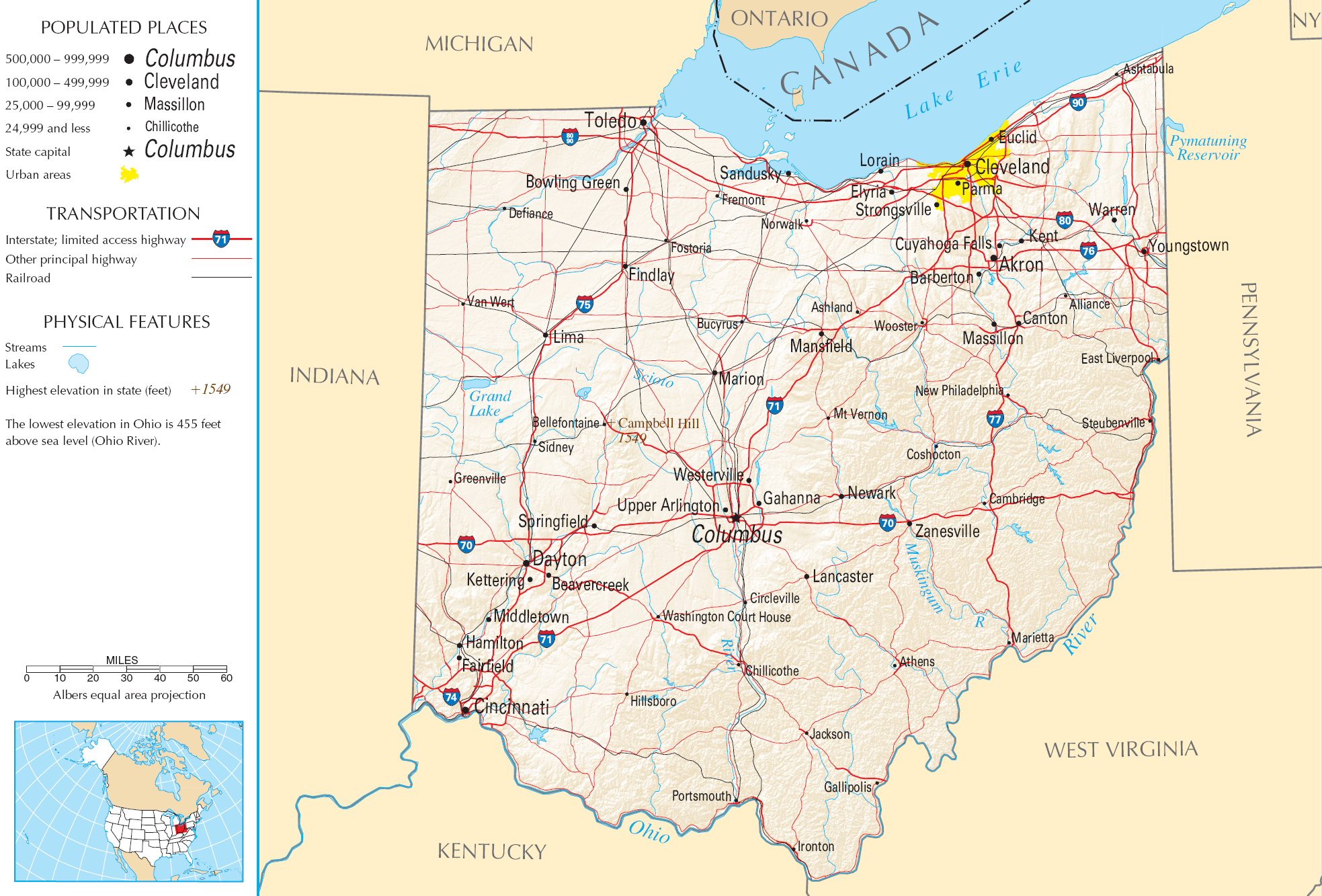
Carte de l'Ohio

La liste des phares de l'Ohio dresse la liste des phares de l'État américain de l'Ohio répertoriés par la United States Coast Guard. Les phares sont situés sur le littoral sud du lac Érié.
Les aides à la navigation dans l'Ohio sont gérées par le neuvième district de l' United States Coast Guard , mais la propriété (et parfois l’exploitation) de phares historiques a été transférée aux autorités et aux organisations de préservation locales.
Leur préservation est assurée par le National Park Service ou par des propriétaires privés et sont répertoriés au Registre national des lieux historiques (*).

## Liste des phares par comté

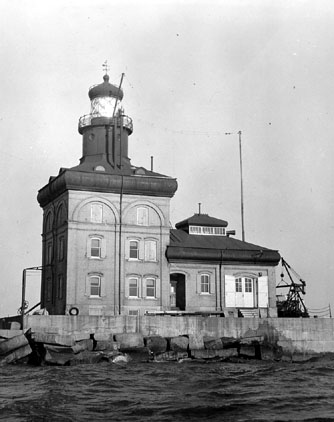
Toledo Harbor

### Comté de Lucas
- Phare de Turtle Island (Inactif)
- Phare de Toledo Harbor *
- Phare de l'île Sister Ouest *

### Comté d'Ottawa

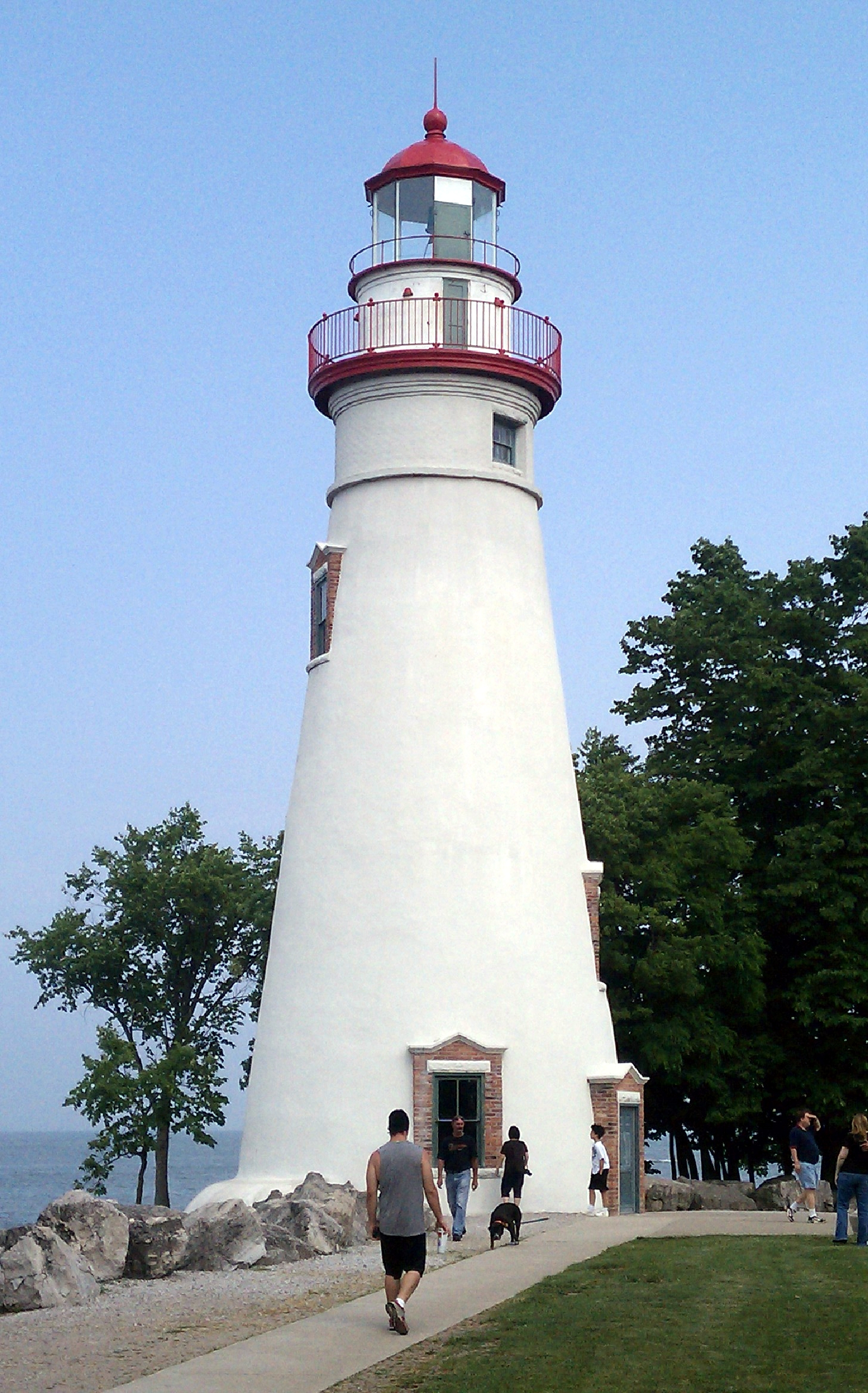
Marblehead

- Phare de Port Clinton
- Phare de Marblehead *
- Phare de Green Island (Ohio)
- Phare de l'île Bass Sud *
- Phare du Perry Memorial *

### Comté d'Erie
- Phare de Sandusky Harbor
- Phare de Cedar Point (Ohio) * (Inactif)
- Phare de Huron Harbor
- Phare de Vermilion

### Comté de Lorain

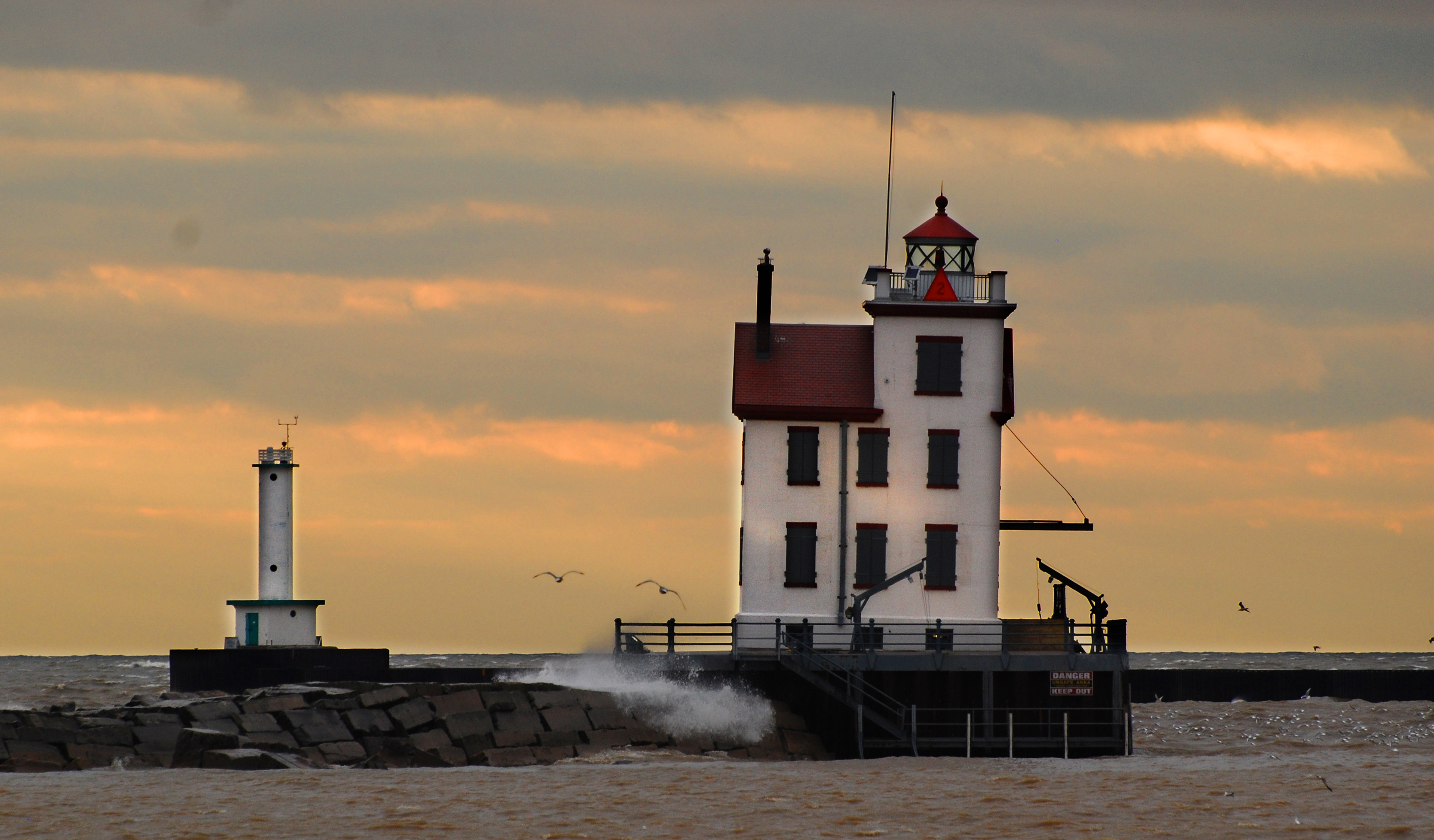
Lorain Harbor

- Phare de Lorain Harbor (ouest) *
- Phare de Lorain Harbor (est)

### Comté de Cuyahoga
- Phare de Cleveland West Pierhead *
- Phare de Cleveland East Pierhead *

### Comté de Lake
- Phare de Fairport Harbor (ouest) *
- Phare de Grand River * (Désactivé)

### Comté d'Ashtabula

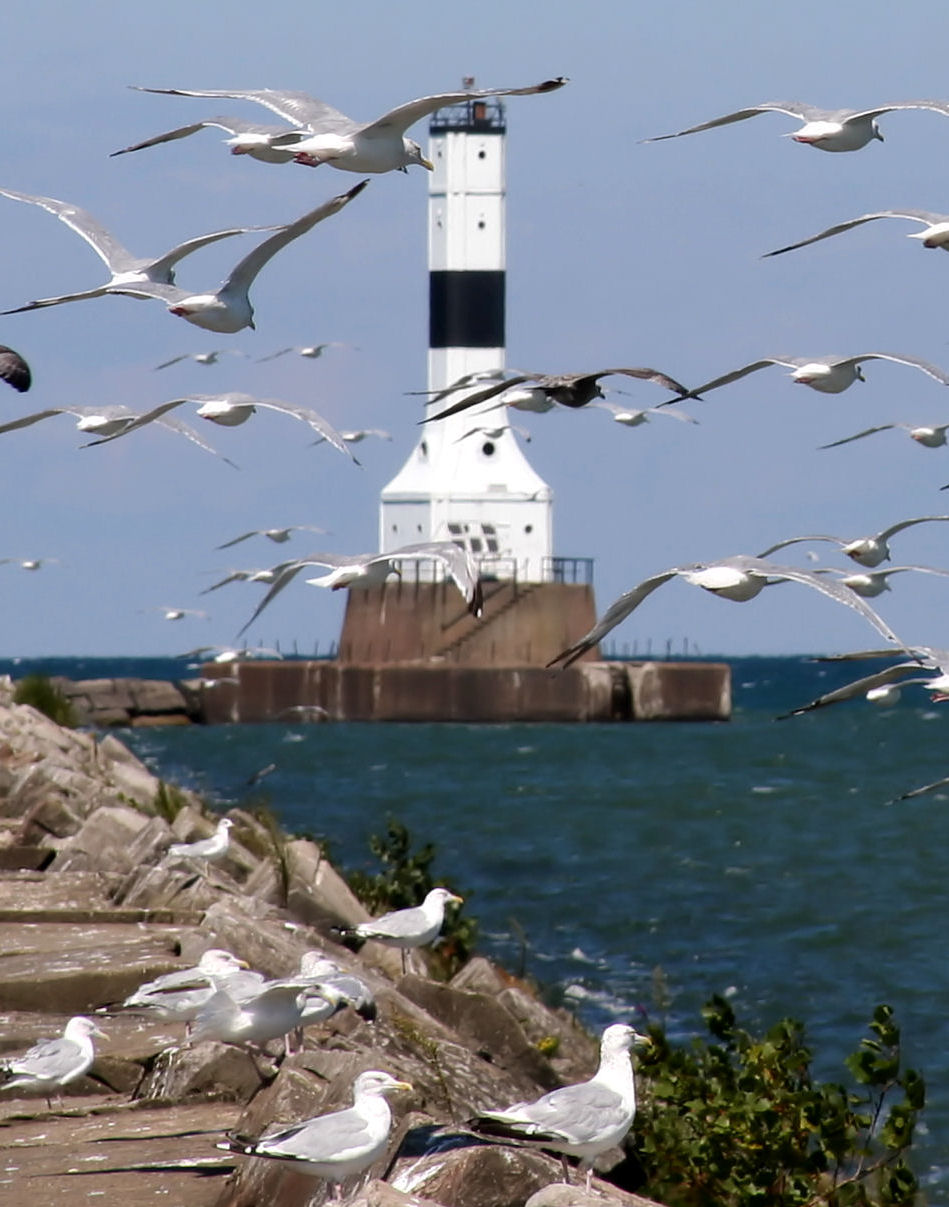
Conneaut Harbor

- Phare d'Ashtabula Harbor *
- Phare de Conneaut Harbor *

### Comté de Mercer
- Phare de Grand Lake St. Marys *